# Hvožďany (Boemia centrale)
Hvožďany è un comune della Repubblica Ceca facente parte del distretto di Příbram, in Boemia Centrale.